# Wielka Łomnicka Baszta

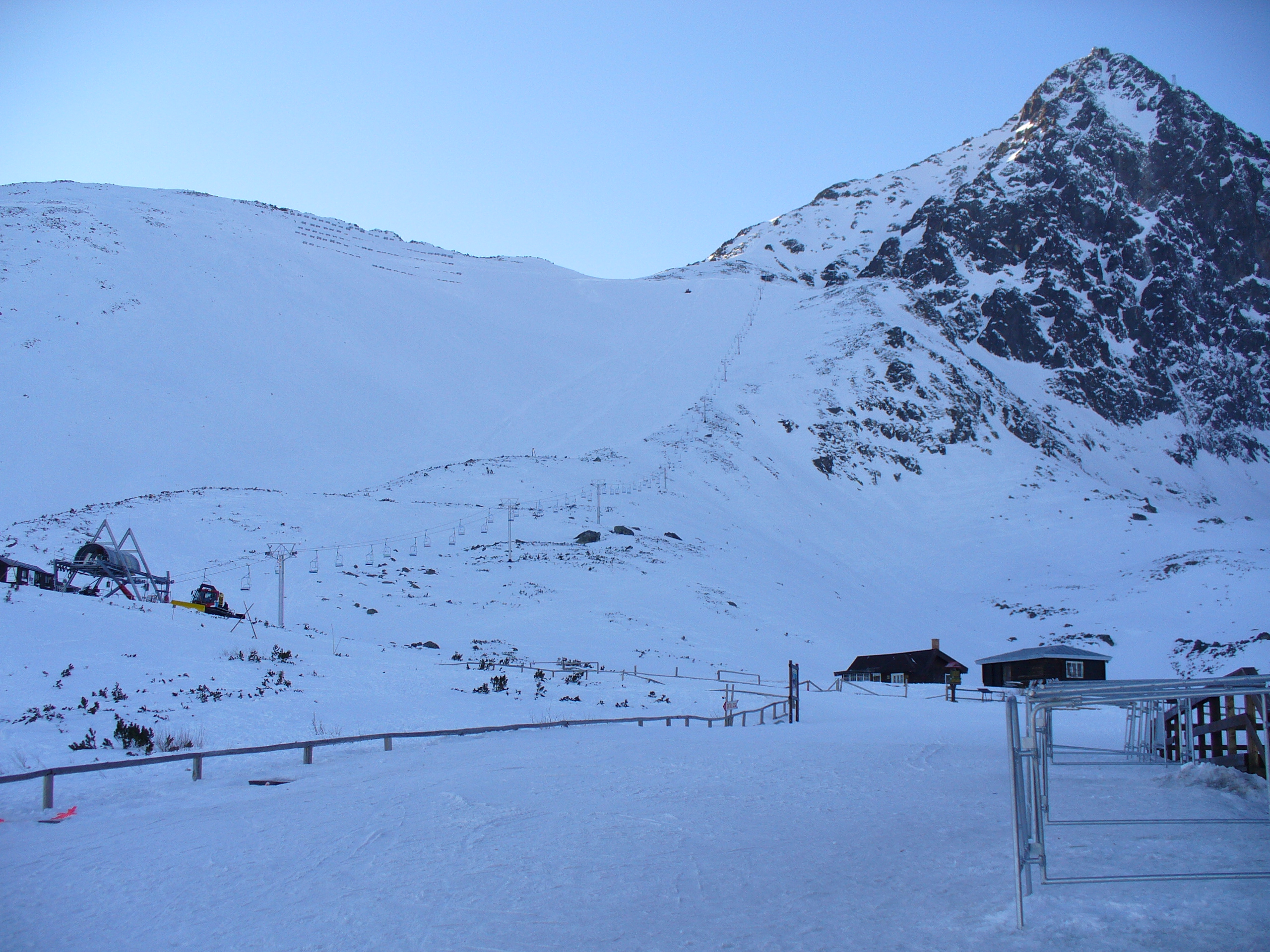
Wielka Łomnicka Baszta i Łomnica

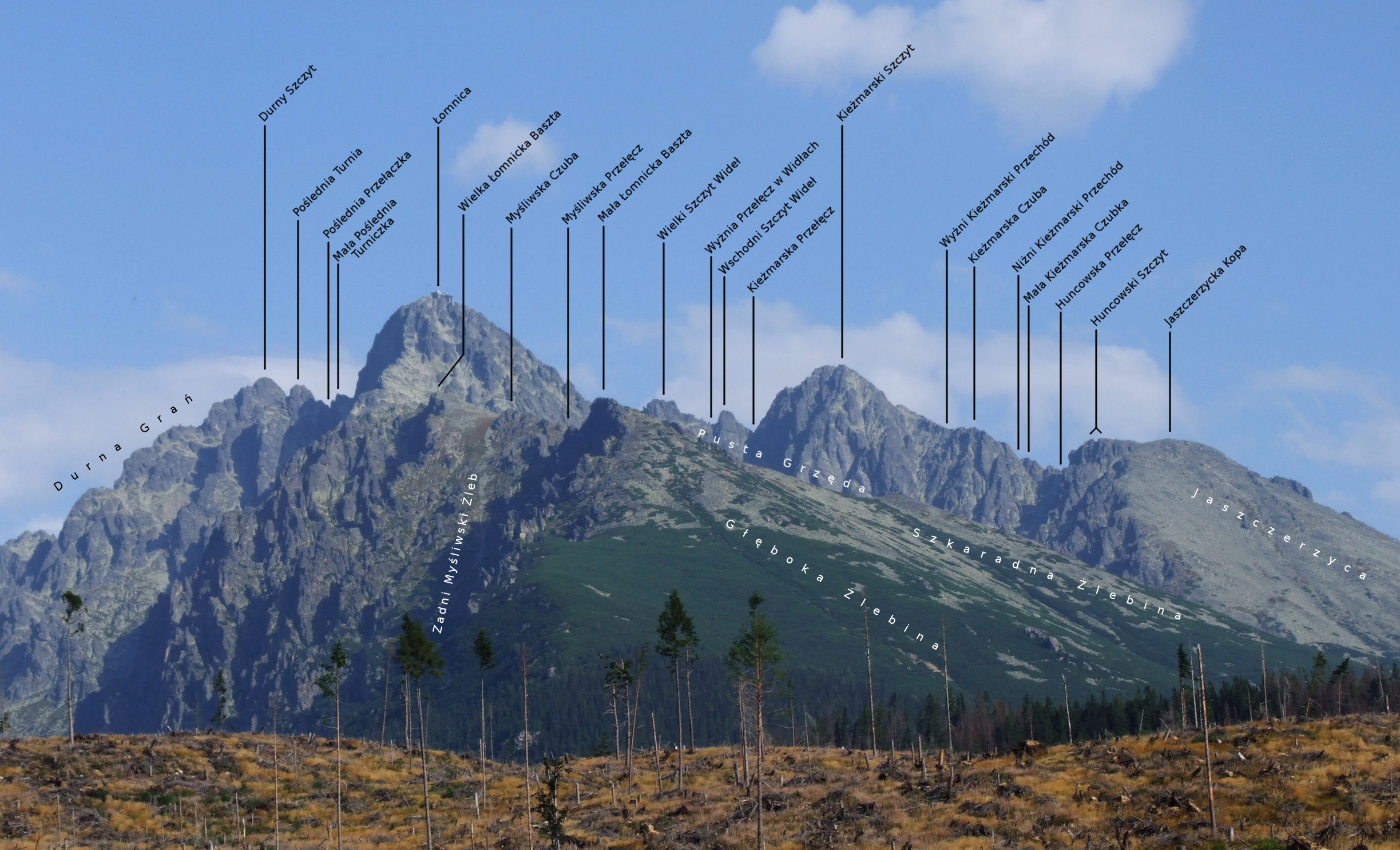
Wielka Łomnicka Baszta wśród podpisanych obiektów

Wielka Łomnicka Baszta lub Łomnicka Strażnica (słow. Veľká Lomnická veža, niem. Lomnitzer Turm, węg. Lomnici-torony) – najwyższe wzniesienie Łomnickiej Grani (fragmentu południowej grani Łomnicy) o wysokości 2215 lub 2202 m n.p.m., znajdujące się w słowackiej części Tatrach Wysokich. Od Łomnickiej Kopy oddziela ją Łomnicka Przełęcz, a od Myśliwskiej Czuby oddzielona jest Wyżnim Myśliwskim Przechodem. Dla taterników najbardziej interesująca jest jej zachodnia ściana opadająca do Doliny Małej Zimnej Wody, natomiast tą opadającą do Doliny Łomnickiej prowadzi obecnie trasa narciarska.

## Topografia
Wierzchołek Wielkiej Łomnickiej Baszty jest utworzony z zębatego grzebienia. W stokach opadających w kierunku Doliny Małej Zimnej Wody znajdują się:
- południowe zbocze opadające w kierunku Pośredniego Myśliwskiego Żlebu, obejmujące przede wszystkim Dziurawy Upłaz,
- południowo-zachodnia ściana kończąca się w okolicy Łomnickiej Koleby i dolnej części Wielkiego Łomnickiego Ogrodu, a w niej:
  - prawy filar z Wielką Myśliwską Kazalnicą i Myśliwską Szczerbinką oraz odnogą – Schodkową Grzędą,
  - prawa depresja – Skrajny Kręty Żleb,
  - środkowy filar z licznymi turniami, zakończony u dołu wysoką trójkątną ścianą,
  - środkowa depresja,
  - lewy filar, podcięty mniejszą stromą ścianą,
  - lewa depresja – Zadni Kręty Żleb, przecięty w dolnej części Łomnicką Drabiną,
- zachodni filar spadający do środkowej części Wielkiego Łomnickiego Ogrodu,
- północno-zachodnia ściana opadająca do Łomnickiego Żlebu, przecięta Łomnicką Ławką[4].

## Historia
Pierwsze wejścia na Wielką Łomnicką Basztę nie są znane. Powodem tego jest jej łatwa dostępność od strony Doliny Łomnickiej. Niegdyś teren ten był popularnym miejscem polowań, więc najprawdopodobniej pierwszego wejścia na nią dokonał anonimowy koziarz. W latach 1957–1959 wybudowano kolejkę krzesełkową prowadzącą pod sam wierzchołek Wielkiej Łomnickiej Baszty. W 1978 r. wyciąg ten został zdemontowany, na jego miejsce powstał nowy, który wwozi turystów pod siodło Łomnickiej Przełęczy.
Dawniej Wielką Łomnicką Basztę nazywano też Łomnickim Grzebieniem.

## Szlaki turystyczne
– zielony szlak od Łomnickiego Stawu na Łomnicką Przełęcz (ten fragment nieczynny od 1990 r. – pokonuje się go obecnie kolejką), dalej od Łomnickiej Przełęczy biegnie wzdłuż Łomnickiej Grani na Wielką Łomnicką Basztę
- Czas przejścia z przełęczy na Wielką Łomnicką Basztę: 15 min, ↓ 15 min